# 斐豹
斐豹（？—？），中国春秋时期晋国的勇士。

## 生平
本是奴隶，前550年，栾盈与范匄在晋国内战，栾盈家臣督戎勇猛，为范匄所惧。斐豹说：“苟焚丹书（奴籍书），我杀督戎。”范匄答应向晋平公请求焚烧丹书，斐豹出战，杀死督戎，除了奴籍。